# Subh
Subh ou Aurora, dite al-Baskunsiyya, est une esclave d'origine vasconne, née entre 930 et 940. Elle devient la favorite du calife omeyyade Al-Hakam II vers 960 et de ce fait occupe un rôle majeur dans l'histoire d'Al-Andalus. Mère de Hicham II, elle meurt en 999.

## Biographie

### Sous le règne d'Hakam II
À son accession au trône le 16 novembre 961, le calife al-Hakam II a déjà 47 ans mais n'a pas d'héritier. Subh, devenue favorite de son harem, lui donne un premier fils `Abd al-Rahman en 962. Quatre ans plus tard naît son second fils, Hicham, qui deviendra l'héritier après la mort prématurée de l'aîné.
En février 967, le hâjib Al-Mushafî lui propose plusieurs candidats pour administrer ses biens et ceux de son fils héritier. Elle choisit Muhammad ben Abî `Âmir (connu en Espagne sous le nom d'Almanzor), un jeune juriste dont elle devient aussitôt l'influente protectrice et peut-être la maîtresse, lui assurant promotion sur promotion.
De bonne santé jusque-là, Al-Hakam fait une attaque cérébrale qui le laisse hémiplégique (974). Il désigne Hicham comme successeur mais il meurt un an et demi après. Subh se retrouve veuve le 1er octobre 976 et le jeune âge de Hicham va accroître son importance au sein de la politique du califat de Cordoue.

### Sous le règne d'Hicham II
Selon la loi islamique, Hicham ne peut pas devenir calife à onze ans à la mort de son père. Subh doit manœuvrer pour obtenir que son fils Hicham monte sur le trône en faisant nommer hadjib  (chambellan) le vizir de confiance du calife défunt Jafar al-Mushafi et comme vizir Ibn Abî `Âmir devenu Al-Mansur. Tous deux intronisent Hicham le 3 octobre 976. 
Dès lors, Subh la Vasconne, du fait de la minorité de son fils, règne et hadjib et vizir ne décident de rien sans la consulter.
S'appuyant sur l'aristocratie omeyyade et les Berbères, hadjib et vizir déjouent un complot mené par des officiers esclavons qui veulent mettre sur le trône Al-Mughira frère d'Al-Hakam. Quand al-Mushafî est arrêté le 26 mars 978 avec ses fils et son neveu, Subh ne s'y oppose pas. Al-Mushafî est finalement exécuté dans sa cellule en 983.
Subh tient les rênes de l'État pendant 20 ans en se servant d'Al-Mansur jusqu'à ce que ce dernier aspire à contrôler lui-même le pouvoir. Pour contrer ses ambitions, Subh avec l'aide de son frère, eunuque à la cour, cache une partie du trésor califal. Le fils d'Al-Mansur envoyé par son père pour s'emparer du trésor renonce finalement de peur d'affronter Subh.
En 998, Subh encourage son fils à s'engager à remettre à sa mort son pouvoir à Al-Mansur et à son lignage, les Amirides.
Subh meurt en 999 et Al-Mansur en 1002. Elle restera la femme qui a su diriger le califat en coulisse pendant trente ans en commençant comme esclave étrangère.

## Postérité
L'histoire de Subh a été adaptée en roman par Bernard Domeyne, docteur en histoire.